# 原秀則
原 秀則（はら ひでのり、1961年6月14日 - ）は、日本の漫画家。兵庫県明石市出身。男性。
1980年、『週刊少年サンデー』（小学館）掲載の「春よ恋」でデビュー。同誌で翌年から開始した『さよなら三角』が初連載作品である（デビューから連載までの原の状況は『さよなら三角』の概要を参照）。代表作に『ジャストミート』『冬物語』など。第33回（昭和62年度）小学館漫画賞を受賞（『ジャストミート』『冬物語』）。
富山県氷見市を舞台とした漫画『ほしのふるまち』の好評を受け、2007年に氷見市長の堂故茂から氷見市の観光大使「氷見市きときと魚大使」に任命された。
競馬が趣味であり、自身のブログでレースの予想をしたり、レース後の反省を書くこともある。
猫を3匹飼っており（名前はキー、ベン、ワカ）、ブログ内でも猫の写真が頻繁に登場する。

## 作品リスト

### 小学館刊行
- さよなら三角（1981年 - 1984年、『週刊少年サンデー』、全17巻） - 1983年にテレビドラマ化
- らぶらぶ・ぽりす（1981年 - 1983年、『週刊少年サンデー増刊号』、全3巻）
- とりあえずON AIR（1983年 - 1984年、『週刊少年サンデー増刊号』、全2巻）
- ジャストミート（1984年 - 1987年、『週刊少年サンデー』、全19巻、スーパー・ビジュアル・コミックス全8巻、文庫版全11巻）
  - ジャストミート外伝 ふぁうるちっぷ（1985年 - 1986年、『週刊少年サンデー増刊号』、全2巻、スーパー・ビジュアル・コミックス全1巻）
- 冬物語（1987年 - 1990年、『少年ビッグコミック』・『ヤングサンデー』、全7巻、文庫版全5巻） - 1989年に映画化
- マイペース風太郎（1988年、『週刊少年サンデー』、全4巻）
- フリーキック!（1989年 - 1990年、『週刊少年サンデー』、全8巻、スーパー・ビジュアル・コミックス全4巻）
- 部屋においでよ（1990年 - 1994年、『ヤングサンデー』、全7巻、ワイド版全4巻、文庫版全4巻） - 1995年、2002年（台湾）にテレビドラマ化
- やったろうじゃん!!（1991年 - 1996年、『ビッグコミックスピリッツ』、全19巻、ワイド版全9巻）
- いつでも夢を（1994年 - 1997年、『週刊ヤングサンデー』、全6巻）
- SOMEDAY（1997年 - 1999年、『週刊ヤングサンデー』、全8巻）
- 青空（1998年 - 2002年、『ビッグコミックスピリッツ』、全13巻）
- シーソーゲーム（1999年 - 2001年、『週刊ヤングサンデー』、全2巻）
- レガッタ〜君といた永遠〜（2001年 - 2004年、『週刊ヤングサンデー』、全6巻） - 2006年にテレビドラマ化
- G -GOKUDO GIRL-（原作：武論尊、2002年 - 2004年、『週刊ヤングサンデー』、全5巻）
- 電車男 ネット発、各駅停車のラブ・ストーリー（原作：中野独人、2005年、『週刊ヤングサンデー』、全3巻） - 同原作による多数の漫画化作品の一作
- ほしのふるまち（2006年 - 2008年、『週刊ヤングサンデー』、全7巻） - 2011年に映画化
- 駅恋（2008年 - 2009年、『モバMAN』、既刊1巻）
- 冬はなび（2009年 - 2010年、『ビッグコミックオリジナル』、全1巻）
- 王様のホームタウン（2010年 - 2012年、『ビッグコミックスペリオール』、全3巻）
- バンクーバー朝日軍（原作：デッド・Y・フルモト、2012年 - 2014年、『ビッグコミックスペリオール』、全5巻）
- ハートボール（脚本：風巻龍平、2013年、『ビッグコミック』、2015年 - 2016年、『ビッグコミック増刊号』、全2巻）
- しょうもない僕らの恋愛論（2019年 - 2021年、『ビッグコミック』、全6巻）
- ダンプ・ザ・ヒール（原案協力：ダンプ松本・平塚雅人（東京スポーツ）、2021年 - 2023年、『ビッグコミック』2021年20号[3] - 2023年11号[4]、全5巻）

### その他
- 桜桃小町（原作：三冬恋、リイド社『コミック乱ツインズ』2018年1月号[5] - 2019年6月号、全2巻）

## アシスタント
- 満田拓也
- 猪熊しのぶ